# Габрієл Пітта
Габрієл Пітта (порт. Gabriel Pitta; нар. 12 травня 1980) — колишній бразильський тенісист.
Найвищу одиночну позицію світового рейтингу — 625 місце досяг 15 листопада 2004, парну — 419 місце — 9 травня 2005 року.

## Фінали ITF Ф'ючерс

### Одиночний розряд: 3 (0–3)
| Результат | В-П | Дата     | Турнір                           | Покриття | Суперник              | Рахунок          |
| --------- | --- | -------- | -------------------------------- | -------- | --------------------- | ---------------- |
| Поразка   | 0–1 | Кві 2003 | Мексика F1, Наукальпан-де-Хуарес | Тверде   | Даніель Гарса         | 6–2, 3–6, 6–7(7) |
| Поразка   | 0–2 | Сер 2005 | Бразилія F6, Caldas Novas        | Тверде   | Алешандре Сімоні      | 3–6, 2–6         |
| Поразка   | 0–3 | Лис 2007 | Бразилія F23, Кампінас           | Ґрунт    | Даніел Дутра да Сілва | 2–6, 2–6         |

### Парний розряд: 18 (7–11)
| Результат | В-П  | Дата     | Турнір                              | Покриття | Партнер            | Суперники                             | Рахунок             |
| --------- | ---- | -------- | ----------------------------------- | -------- | ------------------ | ------------------------------------- | ------------------- |
| Поразка   | 0–1  | Лип 2002 | Чилі F3, Сантьяго                   | Ґрунт    | Агустін Тарантіно  | Мігель Міранда Себастьян Уріарте      | 5–7, 1–6            |
| Поразка   | 0–2  | Тра 2003 | Мексика F4, Агуаскальєнтес          | Тверде   | Роналду Карвалю    | Алехандро Фалья Бруно Соарес          | 6–4, 4–6, 3–6       |
| Поразка   | 0–3  | Сер 2003 | Бразилія F3, Порту-Алегрі           | Ґрунт    | Пабло Гонсалес     | Едуарду Борер Пауль Капдевіль         | 4–6, 6–7(4)         |
| Перемога  | 1–3  | Тра 2004 | Мексика F5, Гвадалахара (Мексика)   | Ґрунт    | Марсело Мело       | Хуан Ігнасіо Серда Яспер Сміт         | 3–6, 6–4, 6–0       |
| Поразка   | 1–4  | Тра 2004 | Мексика F6, Селая                   | Тверде   | Марсело Мело       | Бруно Ечагарай Хорхе Аро              | default             |
| Перемога  | 2–4  | Тра 2004 | Мексика F6A, Коацакоалькос          | Тверде   | Марсело Мело       | Меттью Берманн Трой Ган               | 6–7(3), 6–4, 6–3    |
| Перемога  | 3–4  | Жов 2004 | Бразилія F11, Americana             | Тверде   | Енріке Меллу       | Едуарду Борер Едуардо Портал          | 6–2, 3–6, 6–4       |
| Перемога  | 4–4  | Лис 2004 | Бразилія F12, Кампінас              | Ґрунт    | Енріке Меллу       | Александре Бонатту Енріке Пінту-Сілва | 7–6(4), 6–3         |
| Поразка   | 4–5  | Бер 2005 | Бразилія F2, Гуарульюс              | Ґрунт    | Енріке Пінту-Сілва | Жуліо Сілва Рожеріу Дутра Сілва       | 2–6, 4–6            |
| Перемога  | 5–5  | Тра 2006 | Бразилія F1, Ресіфі                 | Ґрунт    | Рафаел Фаріас      | Рожеріу Дутра Сілва Алешандре Сімоні  | 6–1, 6–2            |
| Поразка   | 5–6  | Вер 2006 | Бразилія F9, Ітажаї                 | Ґрунт    | Енріке Пінту-Сілва | Марсело Мело Андре Мієле              | 7–6(7), 6–7(3), 1–6 |
| Перемога  | 6–6  | Вер 2006 | Бразилія F10, Форталеза             | Ґрунт    | Енріке Пінту-Сілва | Рафаел Фаріас Рікардо Хосевар         | 7–6(5), 6–1         |
| Поразка   | 6–7  | Жов 2006 | Бразилія F16, Порту-Алегрі          | Ґрунт    | Енріке Пінту-Сілва | Кацпер Овсян Філіп Урбан              | 6–3, 5–7, 1–6       |
| Поразка   | 6–8  | Лис 2006 | Бразилія F19, Іту                   | Ґрунт    | Енріке Пінту-Сілва | Тіагу Лопес Кайо Замп'єрі             | 6–7(4), 4–6         |
| Перемога  | 7–8  | Тра 2007 | Бразилія F3, Сан-Паулу              | Ґрунт    | Енріке Пінту-Сілва | Андре Мієле Жоао Соуза                | 6–4, 6–4            |
| Поразка   | 7–9  | Вер 2007 | Бразилія F12, Criciúma              | Ґрунт    | Енріке Пінту-Сілва | Лукас Енжіл Франко Феррейро           | 6–1, 3–6, [8–10]    |
| Поразка   | 7–10 | Лис 2007 | Бразилія F21, Сан-Бернарду-ду-Кампу | Ґрунт    | Енріке Пінту-Сілва | Дмитро Каминін Артем Смірнов          | 1–6, 4–6            |
| Поразка   | 7–11 | Гру 2007 | Бразилія F25, Форталеза             | Тверде   | Енріке Пінту-Сілва | Андре Піньєйру Жоао Соуза             | w/o                 |